# Yousuf Hussain
Youssouf Hussain (en árabe: يوسف حسين محمد‎; Estados de la Tregua, 8 de julio de 1965) es un exfutbolista de los Emiratos Árabes Unidos que jugaba en la posición de defensa central.

## Carrera

### Club
Jugó toda su carrera con el Sharjah FC de 1984 a 1997, equipo con el que fue campeón nacional en cuatro ocasiones, tres copas nacionales y la Copa de Clubes Campeones del Golfo en 1991.

### Selección nacional
Jugó para Emiratos Árabes Unidos en 27 ocasiones de 1984 a 1996 y anotó dos goles; participó en la Copa Mundial de Fútbol de 1990 y en dos ediciones de la Copa Asiática, donde fue seleccionado dentro del equipo ideal del torneo en la edición de 1996.

## Logros

### Club
- UAE Pro League (4): 1986–87, 1988–89, 1993–94, 1995–96
- Copa Presidente de Emiratos Árabes Unidos (2): 1990–91, 1994–95
- Supercopa de los Emiratos Árabes Unidos (1): 1994
- División 1 de EAU (1): 1992-93
- Copa de Clubes Campeones del Golfo (1): 1991

### Individual
- Equipo Ideal de la Copa Asiática 1996.